# Campeonato de fútbol de Sudán del Sur
El Campeonato de fútbol de Sudán del Sur es el torneo de fútbol a nivel de clubes más importante de Sudán del Sur. La liga fue fundada en 2011 y es organizada por la Asociación de Fútbol de Sudán del Sur.
La primera edición del Campeonato Nacional tuvo lugar en 2011, un año después de la independencia del país, el equipo campeón fue el Wau Salaam FC que obtuvo el derecho a disputar el Campeonato de Clubes de la CECAFA.
A partir de la temporada 2014 el campeón tendrá como premio el formar parte en la Liga de Campeones de la CAF, el torneo de fútbol a nivel de clubes más importante de África.

## Equipos participantes 2023-24

Sudán del Sur.

| Club             | Ciudad |
| ---------------- | ------ |
| Salaam Aweil FC  | Aweil  |
| El-Merriekh FC   | Bentiu |
| Koryom FC        | Bor    |
| Al-Malakia FC    | Yuba   |
| Salaam Kuajok FC | Kuajok |
| Tahrir FC        | Melut  |
| Olympic FC       | Renk   |
| Holy Family FC   | Rumbek |
| Young Stars FC   | Torit  |
| Al-Hilal Wau     | Wau    |
| Nile City FC     | Yambio |
| Lion Hunters FC  | Yei    |

## Campeones
| Temporada | Campeón                                     |
| --------- | ------------------------------------------- |
| 2011-12   | Wau Salaam FC (Wau)                         |
| 2013      | Atlabara FC (Juba)                          |
| 2014      | No se disputó                               |
| 2015      | Atlabara FC (Juba)                          |
| 2016      | No se disputó                               |
| 2017      | Wau Salaam FC (Wau)                         |
| 2018      | Al-Hilal FC (Wau)                           |
| 2019      | Atlabara FC (Juba)                          |
| 2020      | Cancelado debido a la pandemia del COVID-19 |
| 2021      | Cancelado                                   |
| 2022      | Cancelado                                   |
| 2023      | Salaam FC (Bor)                             |
| 2024      | El-Merreikh FC (Bentiu)                     |
| 2025      | Jamus FC (Juba)                             |

## Títulos por club
| Club            | Títulos | Años campeón     |
| --------------- | ------- | ---------------- |
| Atlabara FC     | 3       | 2013, 2015, 2019 |
| Wau Salaam FC   | 2       | 2012, 2017       |
| Al-Malakia FC   | 1       | 2014             |
| Al-Hilal Wau    | 1       | 2018             |
| Salaam FC (Bor) | 1       | 2023             |
| Al Merreikh FC  | 1       | 2024             |
| Jamus FC        | 1       | 2025             |